# Nhà tù Abu Salim

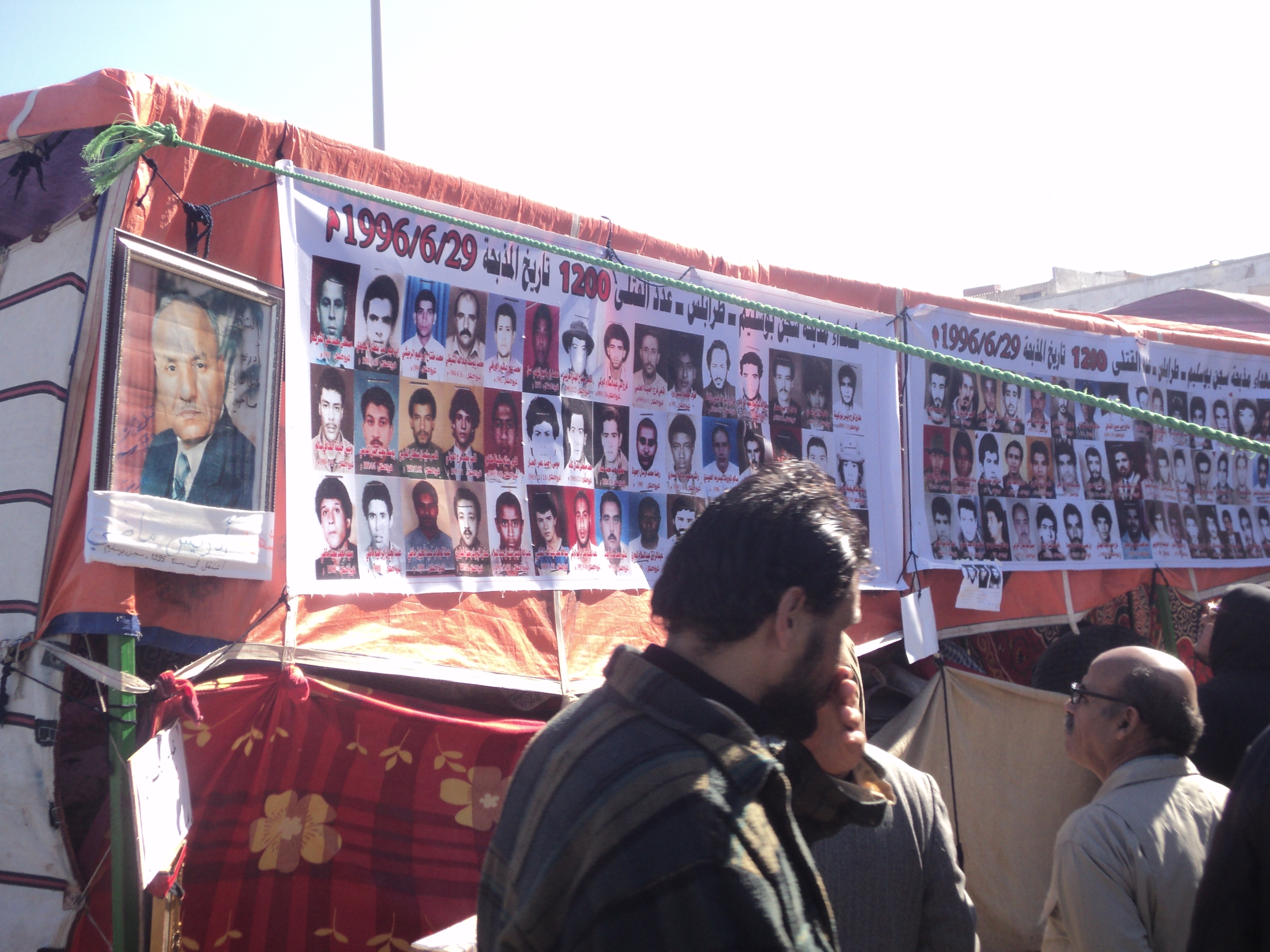
Người dân Benghazi xem các bức ảnh của vụ thảm sát nhà tù Abu Salim prison (tháng 2 năm 2011)

Abu Salim là một nhà tù có tầm cỡ rất lớn tại thủ đô Tripoli, Libya và thường bị các nhà quan sát cùng những hoạt động nhân quyền coi là "khét tiếng".
Ân xá Quốc tế đã kêu gọi một cuộc điều tra độc lập để tìm hiểu về những cái chết xuất hiện tại đây vào năm 1996, liên quan tới một vụ việc mà một số người gọi là Thảm sát nhà tù Abu Salim. Human Rights Watch tin rằng có khoảng 1.270 tù nhân đã bị giết. Tuy nhiên, ước tính này chỉ dựa trên miêu tả của một cựu tù nhân. HRW đã gọi nhà tù này là "nơi vi phạm nhân quyền nghiêm trọng. Một số người nói rằng chính phủ phương Tây phần lớn đều phớt lờ điều này và không có cuộc điều tra quốc tế nào được đưa ra, do "những lợi ích của dầu mỏ". Chính phủ Libya nói rằng những người bị giết là do đạn lạc trong cuộc chiến giữa chính phủ và quân nổi dậy của Tập hợp chiến đấu Hồi giáo Libya, và cho rằng 200 cai ngục cũng đã thiệt mạng.